# 引力光子
在理论物理学中，引力光子（英語： 或 ）是一种假想的粒子，它出现于卡鲁扎-克莱因理论中，被看作是度规张量（引力场）在高于四维的时空中的激发。不过，其关键的物理性质与一个（有质量的）光子相类似：它诱导产生某种“矢量力”，有时称为“第五种力”。电磁四维势{\displaystyle A_{\mu }}代表着度规张量{\displaystyle g_{\mu 5}}多出来的一个分量，这里的数字5表明有一个多出来的的维度，也就是第五维。
在拥有额外的超对称性（额外超引力理论）的引力理论中，引力光子一般被认为是引力子的超对称粒子，且其性质类似于光子，会倾向于与引力的强度相耦合。这一发现作出于20世纪70年代后期。 与引力子不同的是，它所提供的可能是一种排斥力（同时也有吸引力），也就是某种意义上的反重力。在某些特殊情况下，某些理论——一般是由五维理论降维而来的理论——认为，它在静态极限下或许能完全抵消引力。 Joël Scherk讨论了这种现象的半真实性，进而开启了关于这一现象的一系列研究。 
值得注意的是,引力子與光子的耦合不是任意的,也就是說必須要推導出一個足以同時性容納電磁張量與重力場張量的數學方程式,也必須是單純簡潔優美的方程式。